# StarLogo
StarLogo — мультиагентная версия языка программирования Лого.
В середине 1990-х годов Мич Резник и его группа разработали продукт StarLogo, в котором действовали множество черепашек. Продукт был нацелен именно на изучение закономерностей и феноменов, в которые вовлечено множество агентов.